# Йылмаз, Озтюрк
Озтюрк Йылмаз (19 сентября 1969, Ардахан) — турецкий политик и дипломат. Член республиканской народной партии. С ноября 2015 года является членом Великого национального собрания. Работал в посольствах Турции в Киргизии и Бразилии, в 2013 году был назначен генеральным консулом в Мосуле. В июне 2014 года Йылмаз и ещё 48 дипломатов были захвачены боевиками ИГИЛ. Через 101 день, 20 сентября 2014 года, они были освобождены.

## Биография
Озтюрк Йылмаз родился 19 сентября 1969 года в Ардахане. Школьное образование получил там же, затем окончил кафедру международных отношений Ближневосточного технического университета. С 1996 года работал в МИДе. Получил степень магистра в Брюссельском свободном университете.
В ходе своей работы в МИДе Йылмаз получил назначение на пост секретаря посольства Турции в Киргизии, затем в Бразилии. Также он занимал должность заместителя постоянного представителя Турции в Евросоюзе. 13 июля 2013 года Озтюрк Йылмаз был назначен генеральным консулом Турции в иракском городе Мосул.
В июне 2014 года в результате захвата Мосула ИГИЛ Йылмаз и ещё 48 турецких дипломатов и членов их семей были взяты в плен боевиками. Через 101 день все 49 пленников были отпущены на свободу, затем в сентябре 2014 года сотрудники турецких спецслужб переправили бывших пленников через территорию Сирии в Турцию. Точные обстоятельства освобождения неизвестны, но правительство Турции заявляло, что силовая операция не проводилась. В качестве из возможных причин освобождения пленных выдвигалась версия обмена или обещания оказания Турцией помощи ИГИЛ в некоей форме.
1 сентября 2015 года Йылмаз был назначен послом Турции в Таджикистане, но уже через два дня, 3 сентября, он ушёл с поста, чтобы баллотироваться в парламент от оппозиционной республиканской народной партии. 1 ноября 2015 года Озтюрк Йылмаз был избран в парламент. Уже будучи депутатом критиковал решение правительства Турции отправить в Мосул войска для обучения курдского ополчения, воюющего с ИГИЛ, которое привело к ухудшению отношений между Турцией и Ираком.